# Kanton Saint-Jean-de-Bournay
Kanton Saint-Jean-de-Bournay (fr. Canton de Saint-Jean-de-Bournay) je francouzský kanton v departementu Isère v regionu Rhône-Alpes. Skládá se z 15 obcí.

## Obce kantonu
- Artas
- Beauvoir-de-Marc
- Châtonnay
- Culin
- Eclose
- Lieudieu
- Meyrieu-les-Étangs
- Meyssiès
- Royas
- Saint-Agnin-sur-Bion
- Sainte-Anne-sur-Gervonde
- Saint-Jean-de-Bournay
- Savas-Mépin
- Tramolé
- Villeneuve-de-Marc